# Amenemhet I.
Amenemhet I. byl egyptským faraonem, zakladatelem 12. dynastie. Vládl přibližně v letech 1939–1910 př. n. l.

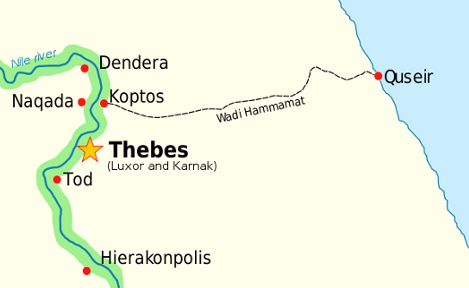
Wadi Hammamát spojnice mezi Koptos a Rudým mořem

## Původ a nástup na trůn
Amenemhet I. nastoupil na trůn po svém předchůdci Mentuhotepovi IV., který zemřel bez přímého následníka. Vlády se ujal vezír Amenemhet. Za manželku měl Neferitacenen (Neferitatjenen), pozdější matku následníka Senusreta I..

## Vláda

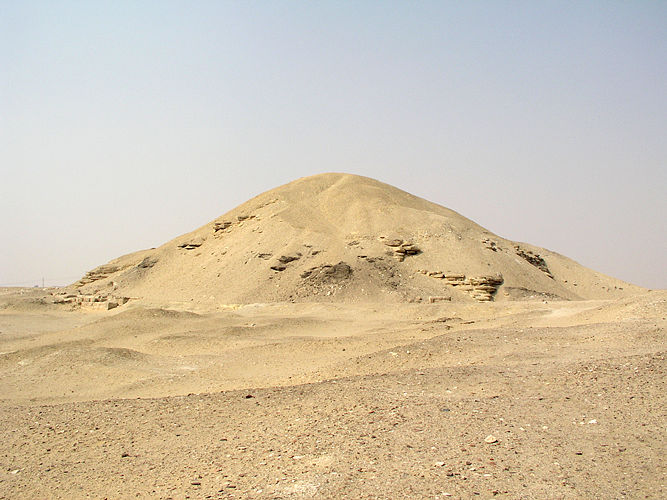
Pyrmamida – Amenemhet I. v Lištu

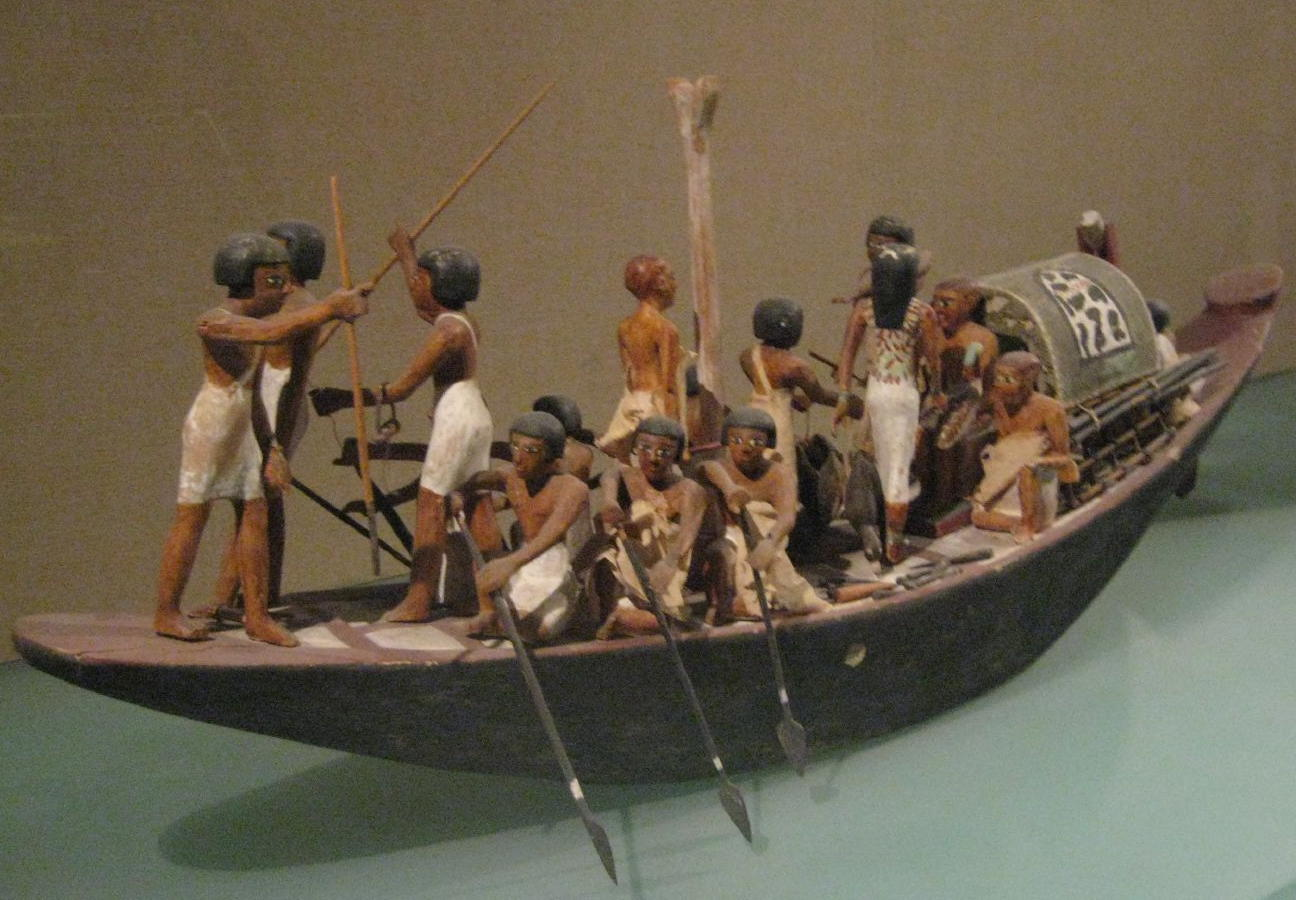
Typ lodi z 12. dynastie pro plavbu na Nilu

Po své korunovaci, která se udála okolo roku 1940 př. n. l., založil na strategickém místě poblíž oázy Fajjúm nové hlavní město, které pojmenoval Ictauej (Amenemhet-Ictauej poblíž dnešního Lištu). Přijal jméno Sehotep-ib-Re, podle dochovaných nápisů vládl přibližně 30 let. Během své vlády zreorganizoval státní správu a založil nový administrativní aparát, který tvořili jím jmenovaní úředníci. Posílil obranu Egypta zvenčí i zevnitř. Na východních hranicích Dolního Egypta dal vybudovat tzv. Královu zeď, systém pevností proti vpádu nájezdníků. Podobný systém nechal vybudovat i na jižních hranicích říše, ty se za jeho vlády posunuly až ke druhému kataraktu. Organizoval četné expedice do Vádí Hammámat, vyschlého řečiště, patrně s cílem propojit stávající kanály s Nilem od města Koptos k Rudému moři. Další expedice byly vedeny proti Libyjcům a také do oblasti Sinaje, aby se upevnily hranice říše.
Se sousedními panovníky se později pokoušel udržovat přátelské styky. Znovu zahájil těžbu v dolech na Sinaji a v Núbii. U karavanních cest nechával hloubit studny, jejich bezpečí zajišťoval vojenskými hlídkami. Také podporoval rozvoj plavby po Nilu. Velké změny provedl v zemědělství. Znovu zavedl ústřední řízení zavlažovacích prací, nechal vybudovat nové kanály a povedlo se mu rozšířit plochu, kterou bylo možno použít k osevu. Egypt se za jeho vlády stal prosperující zemí, takže mnoho egyptologů jej považuje za zakladatele Střední říše. Jeho vláda skončila jeho zavražděním. Padl za oběť spiknutí, které bylo započato v jeho harému. Na trůn po něm nastoupil Senusret I., jemuž je Amenemhetovým jménem adresováno jedno ze známých naučení. Synovi radí jakých činů se má vyvarovat, jaké jsou povinnosti vládce tak, aby lidu zabezpečoval jejich potřeby i za cenu osobních obětí a pocitů osamělosti ve své (božské) výlučnosti.

## Králova hrobka
Amenemhet I. si nechal jako hrobku postavit pyramidu u dnešního Lištu, který se nachází asi 65 km jižním směrem od Káhiry. Poprvé prozkoumal prostory pyramidy Gaston Maspero v roce 1882, nekropolis pak v letech 1884–1885 expedice francouzského Institutu orientální archeologie. 
Její architektura napodobovala pyramidy ze Staré říše. Dnes z ní zbyl pouze polorozpadlý kopec hlíny. Její vstupní chodba je zasypaná a pohřební komora je nepřístupná. Použitím sond se ukázalo, že její podzemí je zalito vodou, která sem z Nilu prosákla. Byla postavena z nepálených cihel, její základna měla rozměry 105×105 metrů, její výška se odhaduje na přibližně 65 metrů. V pyramidovém komplexu se v podzemní galerii nacházelo pět mastab a dalších 22 šachet pro královské ženy. Faraonovy stavební projekty byly zaměřeny i na obnovu starších monumentů v Bubastis, el-Khatan (Khatana-Qantir), Tanisu, Abydosu a také v prastarém hlavním města Memfis, kdy nechal vybudovat chrám boha Ptaha. Jeho torza jsou dosud patrná v bažině u vesnice Mitrahina,.